# 仙台国際センター

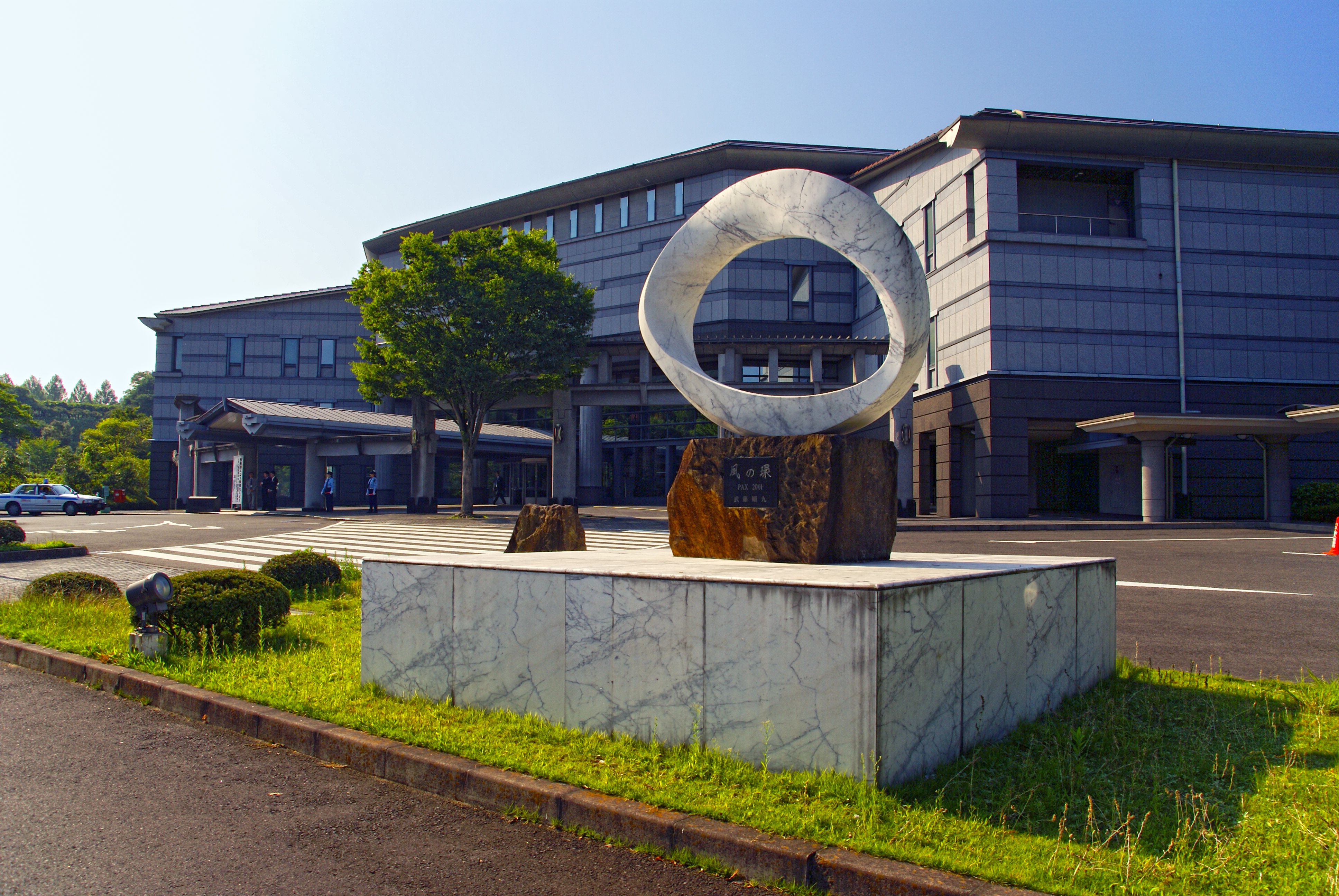
玄関前のモニュメント：武藤順九「風の環」

仙台国際センター（せんだいこくさいセンター）は、宮城県仙台市青葉区にあるコンベンションセンター、および、国際交流施設。「会議棟」（北緯38度15分30.4秒 東経140度51分28.6秒 / 北緯38.258444度 東経140.857944度）と「展示棟」（北緯38度15分31.9秒 東経140度51分24.6秒 / 北緯38.258861度 東経140.856833度）で構成される。隣接する「せんだい青葉山交流広場」（北緯38度15分38.3秒 東経140度51分23.7秒 / 北緯38.260639度 東経140.856583度）にも大型テントを設営すると1万人規模の会議を開催することが可能。
仙台城旧大手門前にあるため、外観デザインは和風となっている。

## 概要
1991年（平成3年）、6カ国語同時通訳設備を持つ国際会議場を備えたコンベンションセンター、および、一般市民向けの国際交流施設の2つの機能を持つ複合施設として開館した。コンベンション施設は、座席数1,000席の大ホールのほか、レセプションホール、12の会議室などを備える。仙台市は、1994年（平成6年）10月20日に国際会議観光都市に認定された。
2010年（平成22年）9月6日から9日までの期間、APEC日本2010知的財産権専門家会合（IPEG）の会場となった。2015年（平成27年）3月14日から18日までの期間、第3回国連防災世界会議の主会場として使用された。これに合わせ、既存施設を「会議棟」とし、新たに2014年（平成26年）12月には「展示棟」を隣接地に完成させ、同会議で使用した。なお、同会議開催後の同年12月6日、最寄り駅として開業した仙台市地下鉄東西線・国際センター駅（北緯38度15分36.7秒 東経140度51分24.9秒 / 北緯38.260194度 東経140.856917度）の2階部分には、当センターのコンベンション機能を一部支援することも考えて多目的ホールが併設された。
仙台市都心部の西、広瀬川右岸の青葉山公園内に所在するが、周辺は仙台城址のほか、仙台市博物館・宮城県美術館・東北大学川内キャンパス・宮城県仙台第二高等学校など、文教施設が集積している。東北大学川内キャンパスにも6カ国語同時通訳設備を備えた東北大学百周年記念会館川内萩ホール（1,230席、北緯38度15分31.6秒 東経140度51分14.2秒）があり、キャンパス内には講義室が多くあるため、学会会場として当センターとそれらを一体的に利用する例が見られる。
市民向け国際交流施設としての面では、例年9月に、当センターや市民団体などによるイベント 「せんだい地球フェスタ」が開催されている。
大規模改修のため、会議棟は2025年4月20日から2027年10月末までの予定、展示棟は2027年4月から同年10月までの予定で休館となる見通しである。

## 施設

### 利用情報
- 開館時間 - 9:00 - 21:30
- 休館日 - 12月29日 - 1月3日

### 会議棟
コンベンション施設
- 大ホール 
  - 1,000席（収納テーブル付席994席 + 車椅子6席）、舞台（間口16m、奥行12m、高さ8m）、6カ国語同時通訳ブース、300インチ大型映像装置
- 会議室（大会議室2、中会議室2、小会議室8）
- レセプションホール

一般市民向け利用無料施設
- 交流コーナー（国際交流施設）

その他
- カフェ「リーフ」

#### 建築概要
- 設計 - 日建設計
- 施工 - 間組・佐藤工業・五洋建設・鷹嘴建設・阿部建設JV
- 構造・規模 - RC造、地下1階・地上4階建
- 建築面積 - 7,461.37m2
- 延床面積 - 22,960.66m2

### 展示棟
- 展示室（シアター形式：2,560人、スクール形式：1,536人）
- 会議室（4室）
- 応接室（2室）
- 控室（4室）

## せんだい地球フェスタ
例年9月に「せんだい地球フェスタ」（2006年までの名称は「仙台国際センターまつり」）が開催される。各国料理の屋台が並び、外国の音楽・文化がステージ上で繰り広げられる。2007年（平成19年）の内容は以下の通りで、入場者4,500名、参加団体数67団体、ボランティア80名だった。
- 国際交流団体・外国籍市民団体・留学生・ボランティアなどが主催
  - ステージパフォーマンス（2007年からステージを2か所に分散）
  - 世界の食ブース
  - スタンプラリー
  - 日本語弁論大会
  - 世界の文化★体験広場
- 仙台国際交流協会主催
  - 日米文化交流「アメリカンアート・ワークショップ」
  - 防災ワークショップ「クロスロード」
  - 留学生のための自転車販売とリサイクルバザー
  - 「地球の子どもたち」写真展とコンテスト

なお、例年、東北大学国際交流会館（仙台市青葉区三条町）において、東北大学の留学生団体 (TUFSA) 主催で「東北大学国際祭り」が同様の形式で開催されていた。「仙台国際センターまつり」（当時）との違いは、主催団体のほかに、観客規模が1000人程度であること、夜間にディスコパーティが開催されることにあった。2007年（平成19年）は「東北大学創立100周年まつり」と合同し、片平キャンパスで開催された。

## 利用者数・決算
仙台市に提出された指定管理者評価シート に記載されているデータは以下の通り。2005年度と2006年度の利用者数は概数。
|                  |                  | 2005年度    | 2006年度    | 2007年度    |
| ---------------- | ---------------- | ----------- | ----------- | ----------- |
| 利用者数（合計） | 利用者数（合計） | 234,000人   | 211,000人   | 256,700人   |
| 内訳             | ホール・会議室   | （不明）    | （不明）    | 222,700人   |
| 内訳             | 交流コーナー     | （不明）    | （不明）    | 34,000人    |
| 市の支出         | 指定管理者費用   | 4億1311万円 | 4億0267万円 | 3億7180万円 |
| 市の支出         | その他           | 728万円     | 1118万円    | 1926万円    |
| 市の収入         | 使用料           | 2億8763万円 | 2億8751万円 | 2億9654万円 |
| 市の収入         | その他           | 904万円     | 889万円     | 881万円     |

## アクセス
- 鉄道 ： 仙台市地下鉄東西線・仙台駅から乗車時間5分[15] の国際センター駅で下車。同駅から徒歩1分。
- バス ：
  - 仙台駅西口バスプール16番のりばからるーぷる仙台で10分。『博物館・国際センター前』バス停下車。徒歩1分。
  - 仙台駅西口バスプール15-2番のりばから仙台市営バス「広瀬通経由交通公園・川内（営）」行きで10分。『二高・宮城県美術館前』バス停下車。徒歩8分。
  - 仙台駅前（ほうげつビル前）61番のりばから宮城交通「東北大学病院経由川内亀岡」行きで10分。『二高・宮城県美術館前』バス停下車。徒歩8分。
- 駐車場 ： 
  - 国際センター地下駐車場 ： 普通車96台
  - せんだい青葉山交流広場 ： 普通車346台、大型車22台